# إذاعة بسكرة
إذاعة بسكرة هي إحدى الإذاعات الجهوية التابعة للإذاعة الجزائرية، بدأت بث برامجها في 14 يوليو 1999 ودشنت رسميا في 30 يوليو 1999 م.

## البث
أصبحت إذاعة بسكرة تبث برامجها على موجة FM 91.2 ابتداء من 25 مايو 2003 خارطة ثقافية واجتماعية مهمة تمتد عبر كل منطقة الزيبان وسهل الحضنة يزيد عن 150 كلم ثم عدل هذا التوقيت وأصبحت تبث برامجها على نفس الموجة ابتداء من 1 يناير 2005 من الساعة الثامنة صباحا إلى غاية الرابعة مساء.
أما اليوم فهي تبث برامجها من استديوهاتها في بسكرة من الساعة السابعة صباحا إلى غاية منتصف الليل، يبلغ عدد محرري ومحررات الإذاعة 25 مذيعا.

## أقسام الإذاعة
- قسم الإنتاج ويضم مذيعين ومخرجين يعكفون على تنفيذ الإرسال اليومي تنشيطا وإخراجا بإعداد شبكات البرامج المختلفة.
- قسم الأخبار ويضم مذيعين أيضا يعملون على تقديم خمسة مواجيز إخبارية يومية ونشرة أخبار مفصلة عند منتصف النهار وعرض إخباري في السادسة مساء، إضافة إلى برامج أسبوعية.
- القسم التقني ويضم خمسة تقنيين مهمتهم بث الإرسال اليومي وتسيير الأجهزة وجميع التسجيلات المباشرة، المسجلة، الداخلية والخارجية وصيانة المعدات التقنية.

## وصلات خارجية
- موقع إذاعة بسكرة

قالب:إذاعات جزائرية